# Trinity—Conception
Pour les articles homonymes, voir Trinity et Conception.
Trinity—Conception fut une circonscription électorale fédérale de Terre-Neuve, représentée de 1949 à 1968.
La circonscription de Trinity—Conception a été créée en 1949 lorsque Terre-Neuve adhéra à la Confédération canadienne. Abolie en 1966, elle fut fusionnée à Bonavista—Trinity—Conception.

## Géographie
En 1949, la circonscription de Trinity—Conception comprenait:
- Les districts provinciaux de Trinity North, Trinity South, Carbonear-Bay de Verde, Harbour Grace et Port de Grave

## Députés
1. 1949-1958 — Leonard Stick, PLC
2. 1958-1968 — James Roy Tucker, PLC

- PLC = Parti libéral du Canada